# Jennifer Murray
Jennifer Murray, née Jennifer Mather en juin 1940 à Providence (Rhode Island), est une pilote connue pour être la première femme à avoir réalisé un tour du monde en hélicoptère à cinquante-sept ans puis un tour du monde en hélicoptère par les pôles à soixante-six ans.

## Biographie
Jennifer Mather naît à Providence (Rhode Island) en juin 1940 mais grandit en Angleterre où ses parents retournent alors qu'elle a quatre ans,. Son père, Sir William Mather, y est président de Mather & Platt, une grande firme d'ingénierie basée à Manchester. Elle fait des études dans le domaine du design textile et dans les années 1960 crée une entreprise dans cette branche en Thaïlande, puis une seconde à Hong Kong,,. Elle épouse Simon Murray en 1966, un homme d'affaires britannique avec qui elle a trois enfants qu'ils élèvent dans le Somerset : Justin né en 1969, Suzanna née en 1970 et Christy née en 1972.

Ce n'est que dans les années 1990, à l'âge de cinquante-quatre ans, qu'elle s'initie au pilotage. Elle adore ça dès les premiers instants et devient alors pilote d'hélicoptère, licenciée en 1994,.

### 1997, premier tour du monde
Seulement trois ans après ses premiers vols en hélicoptères, Murray se lance dans une tentative ambitieuse : réussir un tour du monde à bord d'un Robinson R44,,, un hélicoptère léger, monomoteur, à l'autonomie limitée. Elle entreprend ce voyage avec un copilote, Quentin Smith, et à bord d'un hélicoptère quasiment de série qui n'a comme seuls équipements spéciaux qu'un réservoir additionnel de 189 litres et un assistant de navigation (de type moving map display (en)) alors qu'un tel « voyage » n'a été réalisé que trois fois auparavant, avec des appareils beaucoup plus gros équipés de moteurs à turbine et de pilotes automatiques. Leur appareil et son unique moteur à piston a alors une autonomie de six heures. Ils réussissent leur tour du monde en quatre-vingt-dix-sept jours et elle devient ainsi la première femme à réaliser un tour du monde en hélicoptère,.
Ils décollent d'Angleterre le 10 mai 1997 et volent en direction de l'est, et après avoir survolé vingt-huit pays se reposent en Angleterre le 8 août 1997. Leur trajet les fait survoler l'Europe et notamment l'Italie avant d'arriver en Égypte et au Moyen-Orient puis en Inde, en Asie du Sud (Thaïlande, Indonésie) avant de remonter vers le nord par les Philippines, Hong Kong, le Japon puis la Russie. Ils traversent le détroit de Béring, l'Alaska et redescendent vers la Californie en survolant le Canada et les États-Unis qu'ils traversent jusqu'au moment de remonter la côte est, repasser au-dessus du Canada, et enfin revenir en Europe par l'Atlantique nord grâce aux escales au Groenland, en Islande, aux Îles Féroé puis en Écosse,. À titre personnel Murray a volé lors de ce tour du monde de trois mois pendant trois-cent vingt heures pour un peu plus de quarante-cinq mille kilomètres.
Le but affiché était de réaliser le tour du monde en moins de cent jours et de lever des fonds pour des œuvres humanitaires. Les deux objectifs sont réussis et 100 000 $ sont reversés à Save the Children mais le défi en lui-même l'attire également. Ainsi elle a établi plusieurs premières : première femme, première grand-mère et premier équipage britannique (avec Smith) à réaliser un tour du monde en hélicoptère, mais également hélicoptère le plus petit à réussir un tour du monde,.

L'hélicoptère est exposé depuis 2004 au musée National Air and Space Museum à l'aéroport de Washington-Dulles,,.

### 2000, premier tour du monde en solo

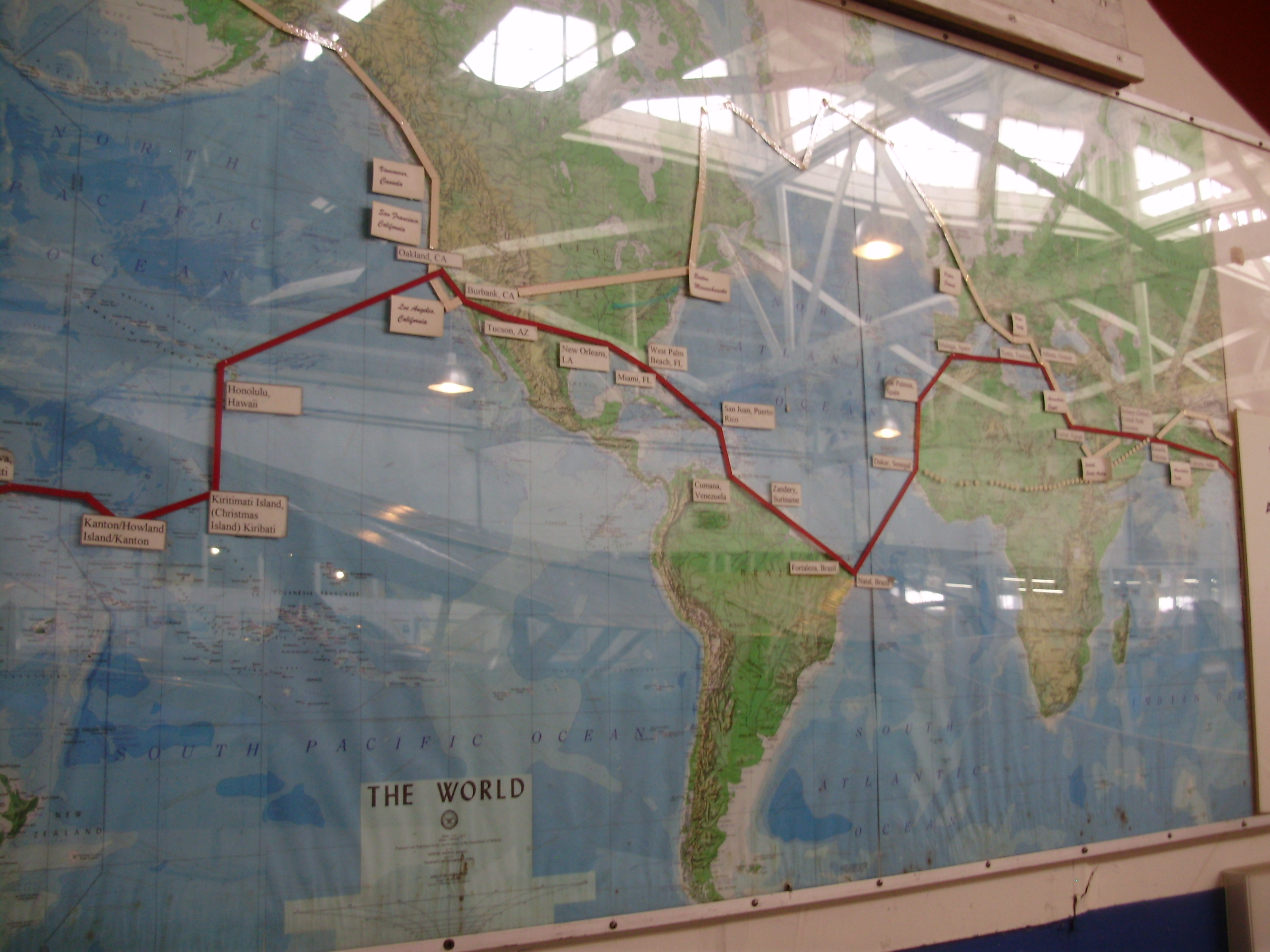
Trajet de son tour du monde (en blanc) exposé au.

Forte de cette première expérience de circumnavigation, elle repart en 2000 à l'âge de soixante ans, avec le même appareil et toujours sans pilote automatique. Mais cette fois elle part seule, sans copilote. Seule aux commandes de son appareil, mais pas seule dans les airs puisque Colin Bodill (en) l'accompagne en ULM. Et pendant qu'elle devient la première femme à réaliser un tour du monde en hélicoptère, Bodill devient le premier à le faire en ULM. Comme en 1997, elle part d'Angleterre et vole vers l'est. Elle décolle le 31 mai de l'aérodrome de Brooklands en Angleterre en direction du sud-est de l'Europe, puis arrive au Moyen-Orient où elle doit se poser en urgence en Jordanie à la suite d'une panne moteur. Puis c'est l'Arabie saoudite, le Pakistan où elle vole sous la menace militaire, l'Inde, le Bangladesh, l’Asie du sud-est, avant la remontée vers le détroit de Béring non sans éprouver des difficultés pour obtenir l’autorisation de survoler la Chine et la Russie,. Elle traverse alors les États-Unis vers le sud-est et va même se poser à Cuba, puis remonte le long de la façade Atlantique et revient en Europe par le Groenland et l'Islande. Enfin le 6 septembre 2000 elle se pose à son point de départ, après un voyage de 35 000 km en 99 jours,. Première femme a réussir un tour du monde en hélicoptère en solo, cette performance lui vaut une première apparition dans le livre Guinness des records comme tour du monde en hélicoptère le plus rapide pour une femme.

### 2003, le pôle sud
Une fois ce tour du monde en solo (mais accompagnée) terminé, Jennifer Murray se lance un nouveau défi : réaliser un nouveau tour du monde en hélicoptère, mais par les pôles cette fois, un exploit jamais réalisé auparavant. Elle ne tente pas l'aventure seule, mais en binôme avec Colin Bodill, le pilote qui a fait le tour du monde en ULM en même temps qu'elle le faisait en hélicoptère. Après trois ans de préparations ils décollent de New York le 22 octobre 2003 en direction du pôle Sud. Un des moments les plus dangereux est le passage de Drake, 870 km d'eau (froide) entre l'Amérique du Sud et l'Antarctique. Ils deviennent les premiers à le franchir en hélicoptère monomoteur, puis le premier hélicoptère civil monomoteur à atteindre le pôle Sud, le 17 décembre 2003, jour anniversaire des 100 ans du premier vol motorisé des frères Wright. Le 20 décembre 2003 (cinquante-huitième jour de leur périple) le blizard réduit la visibilité à néant et oblige les pilotes à se poser pour attendre la fin de la tempête. Mais sans aucune visibilité l'appareil s'écrase, blessant ses deux passagers. Colin est touché au dos et souffre d’hémorragies internes alors que Jennifer est victime de fractures du coude et aux côtes, en état de choc et inconsciente. Dans la tempête et ses −50 °c, ils s’abritent d’abord derrière la carcasse de leur hélicoptère avant que Colin ne réussisse à monter une tente pour attendre les secours prévenus par leur système d'alerte GPS,. Ils sont retrouvés et secourus 4h30 après le crash, puis rapatriés,.

### 2006-2007, le tour du monde par les pôles
Trois ans plus tard le duo retente l'aventure en partant cette fois de Fort Worth au Texas. Ils décollent le 5 décembre 2006 depuis l'aéroport de la banlieue de Dallas et comme lors de la première tentative ils partent en route vers le sud. Ils partent à bord d'un nouvel appareil, un Bell 407 plus gros et plus puissant que leur désormais inutilisable (et exposé au National Air and Space Museum) Robinson 44. Il s'agit toujours d'un hélicoptère monomoteur, mais équipé d'un turbomoteur et plus d'un moteur à pistons, un Allison Model 250. Le tour du monde est prévu pour durer cent soixante-neuf jours (pour une arrivée estimée le 23 mai 2007), répartis en cent vingt-sept étapes et couvrant trente-quatre pays,.
Ils franchissent le passage de Dake le 30 décembre puis traversent l'Antarctique au gré des aléas climatiques, sont cloués au sol à plusieurs reprises par des vents violents mais finissent par atteindre le pôle Sud le 6 janvier 2007,. Ils repartent en direction du nord via l'Amérique, qu'ils remontent intégralement et approchent la région arctique en avril 2007 pour finalement atteindre le pôle Nord le 20 avril 2007 . Ils redescendent  ensuite vers le Texas, et bouclent leur périple  le 24 mai 2007 après 170 jours, 22 heures, 47 minutes et 17 secondes précisément, des date et durée très proches de leur estimation. Durant un peu moins de six mois ils survolent des endroits parmi les plus froids et les plus chauds de la planête, se ravitaillant cent-une fois dans vingt-six pays, et parcourent un total de 51 819 km,.
Avec ce tour du monde, Murray et Bodill se voient honorer de deux nouvelles apparitions dans le livre Guinness des records, comme premier et plus rapide tour du monde en hélicoptère par les pôles,.
Après ce tour du monde circumpolaire bouclé à soixante-six ans, Jennifer Murray continue de se lancer des défis. Ainsi en novembre 2011 à soixante-et-onze ans, elle accompagne sa nièce Rebecca Pattinson lors d'un ultra trail dans les contreforts de l'Himalaya (Racing the Planet: Nepal 2011 (en), 250 km sur sept jours) mais sans pouvoir finir la course.
Jennifer Murray a publié trois livres à propos de ses aventures. « Now solo » a pour sujet son tour du monde en solitaire en 2000, « Broken journey » raconte son tour du monde polaire avorté de 2003 et l'accident, et « Polar first » la tentative réussie de 2006-2007.

## Prix et distinctions
En plus de ses trois mentions dans le livre des reccords, les exploits de Jennifer Murray ont été salués de quelques prix et distinctions.
- En 1997 elle reçoit une médaille d'argent du Royal Aero Club (médailles décernées chaque année pour récompenser les performances exceptionnelles dans l'aviation)[2].
- En 2001 elle reçoit le Trophée Harmon dans la catégorie aviatrice.
- En 2000 elle reçoit le Britannia Trophy du Royal Aero Club  (prix décerné a ou aux aviateurs britanniques ayant accompli la performance a plus méritoire de l'année)  conjointement avec Colin Bodill pour leurs tours du monde respectifs[19].
- En 2002 elle est intronisée à l'International Forest of Friendship (en)[20].
- En 2004 la Gambie édite un timbre en son honneur.
- En 2005 elle est intronisée au Rhode Island Aviation Hall of Fame[21].